# بعثة الأمم المتحدة الثالثة للتحقق في أنغولا
بعثة الأمم المتحدة الثالثة للتحقق في أنغولا هي بعثة حفظ سلام بدأت العمل في أنغولا في فبراير 1995 أثناء الحرب الأهلية. تم تأسيسها من قبل مجلس الأمن التابع للأمم المتحدة في القرار 976.
ساهم الجيش الهندي في مهمة الأمم المتحدة هذه من خلال نشر مجموعة كتيبة مشاة واحدة (1000 فرد) ومجموعة سرية مهندسين (200 فرد). كان هناك ما مجموعه ست كتائب مشاة تعمل في مناطق مختلفة من أنغولا، خلال هذه الفترة (كتيبة من كل من الهند وزيمبابوي وزامبيا والبرازيل وبنغلاديش وأوروغواي وكتيبة واحدة من رومانيا). كانت ولاية مجموعة كتيبة المشاة الهندية هي ضمان وقف إطلاق النار بين الجيش الأنغولي ومتمردي يونيتا (الذين كانوا يسيطرون على أكثر من نصف البلاد في ذلك الوقت)، ثم ترتيب «إيواء» آمن لمتمردي يونيتا بمجرد أن يلقوا أسلحتهم. بعد ذلك، تم فتح معظم الطرق الشريانية التي تربط المناطق الرئيسية في البلاد أمام حركة المرور بعد إزالة الألغام منها. أرسل الجيش الهندي في البداية 14 بنجابًا كعنصر مشاة واستبدله لاحقًا بـ 16 حارسًا.

## روابط خارجية
- موقع بعثة الأمم المتحدة الثالثة للتحقق في أنغولا